# Albino Pasini
Albino Pasini (Milano, 14 novembre 1888 – Rapallo, 18 novembre 1972) è stato un ingegnere, dirigente d'azienda e politico italiano.

## Biografia
Figlio di Erasmo, titolare di una impresa di conceria e lavorazione di pelli pregiate, lascia ai fratelli maggiori la conduzione dell'azienda di famiglia e si dedica agli studi scientifici. Frequenta la sezione fisico-matematica dell’istituto tecnico Carlo Cattaneo di Milano e il Politecnico di Milano, dove nel 1911 consegue la laurea in ingegneria civile. Viene quindi nominato assistente straordinario ai corsi di materiale mobile ed esercizio delle ferrovie e di costruzioni stradali e di materiale ferroviario, collaborando con Filippo Tajani e Carlo Isnardo Azimonti. Nel 1923 ottiene la libera docenza in materiale mobile ed esercizio delle ferrovie e la cattedra di trazione elettrica al politecnico.
Le sue indubbie competenze in materia di costruzioni stradali gli valgono la chiamata del Ministero dei lavori pubblici (ministro Gino Sarrocchi) quale membro di una commissione preparatoria per l'istituzione dell'Azienda autonoma statale della strada; per meglio assolvere questo incarico compie a proprie spese un viaggio presso otto paesi europei, dal quale trae una relazione sulle modalità di costituzione della futura azienda.
Si interessa anche dei problemi dell'irrigazione, delle acque e delle bonifiche. Attivo in Lombardia e in Sicilia, in quest'ultima regione compila il progetto esecutivo del Consorzio di bonifica in sinistra del Sele, aggiornando un precedente progetto del 1925. Il piano, che comprende 12.000 ettari di terra e avrebbe coinvolto oltre 20.000 coloni, era mirato all'irrigazione, all'elettrificazione e allo sviluppo di nuove colonie rurali secondo piani elaborati fin dall'epoca dei governi di Giovanni Giolitti. 
Iscritto dal 1924 al PNF il Pasini ottiene nel 1928 il prestigioso incarico di presidente dell'Azienda elettrica municipale di Milano. L'incarico arriva quando non manca molto al crollo della borsa di New York e alla conseguente grande depressione. L'azienda, in non buone condizioni per il duopolio con la Edison e la crisi economica, viene risanata con l'entrata in servizio di nuove centrali supportate da un bacino di 20 milioni di metri cubi d'acqua. L'organizzazione interna viene riorganizzata sulle tre direzioni affari generali, tecnica e amministrativa, il procedimento produttivo con l'affidamento all'ingegnere idraulico Gaudenzio Fantoli, rettore del Politecnico, dell'ottimizzazione dello sfruttamento delle acque valtellinesi. Sono raddoppiati gli elettrodotti e aggiornato il voltaggio di quelli preesistenti in vista della costruzione delle due ricevitrici nord (1932) e sud (1934) che, attraverso varie sottostazioni, formano un anello ad alta tensione attorno alla città, ancor oggi in uso.
Con la ripresa economica promuove nuovi lavori in omaggio alle direttive dell'autarchia. Vengono ripresi i lavori della centrale elettrica di Stazzona, completata nel 1938, e stringe un accordo con altre imprese elettriche per dirottare le eccedenze estiva di energia, che viene scambiata con energia invernale evitando l'integrazione produttiva a vapore. I lavori sono interrotti a causa della guerra, quando meno della metà dello sbarramento è costruito. Per agevolare gli operai è costruito il villaggio di Digapoli e un servizio di filocarri a collegamento della ferrovia. 
Nel 1939 il governo, impegnato nei preparativi bellici, emana una direttiva che impone alle municipalizzate dell'elettricità un incremento produttivo superiore a 1000 GWh: Pasini predispone il progetto per una diga sul lago di San Giacomo (64 milioni di m³) e la costruzione di una nuova centrale a Lovero. 
Nel corso degli anni '30 ricopre vari incarichi, tra i quali membro del Consiglio nazionale delle ricerche, consigliere di amministrazione della Banca popolare di Milano, consigliere di amministrazione del Politecnico di Milano, membro del Consiglio direttivo dell’Associazione nazionale degli ingegneri italiani. Ha inoltre presieduto la Federazione Nazionale Fascista delle Aziende Industriali Municipalizzate succedendo ad Alfredo Giarrattana.
Dopo la caduta del Fascismo non aderisce alla Repubblica Sociale Italiana e si dimette dalla carica di presidente dell'AEM. passata la guerra si ritira a vita privata a Roma.